# Forêt de Teutberg

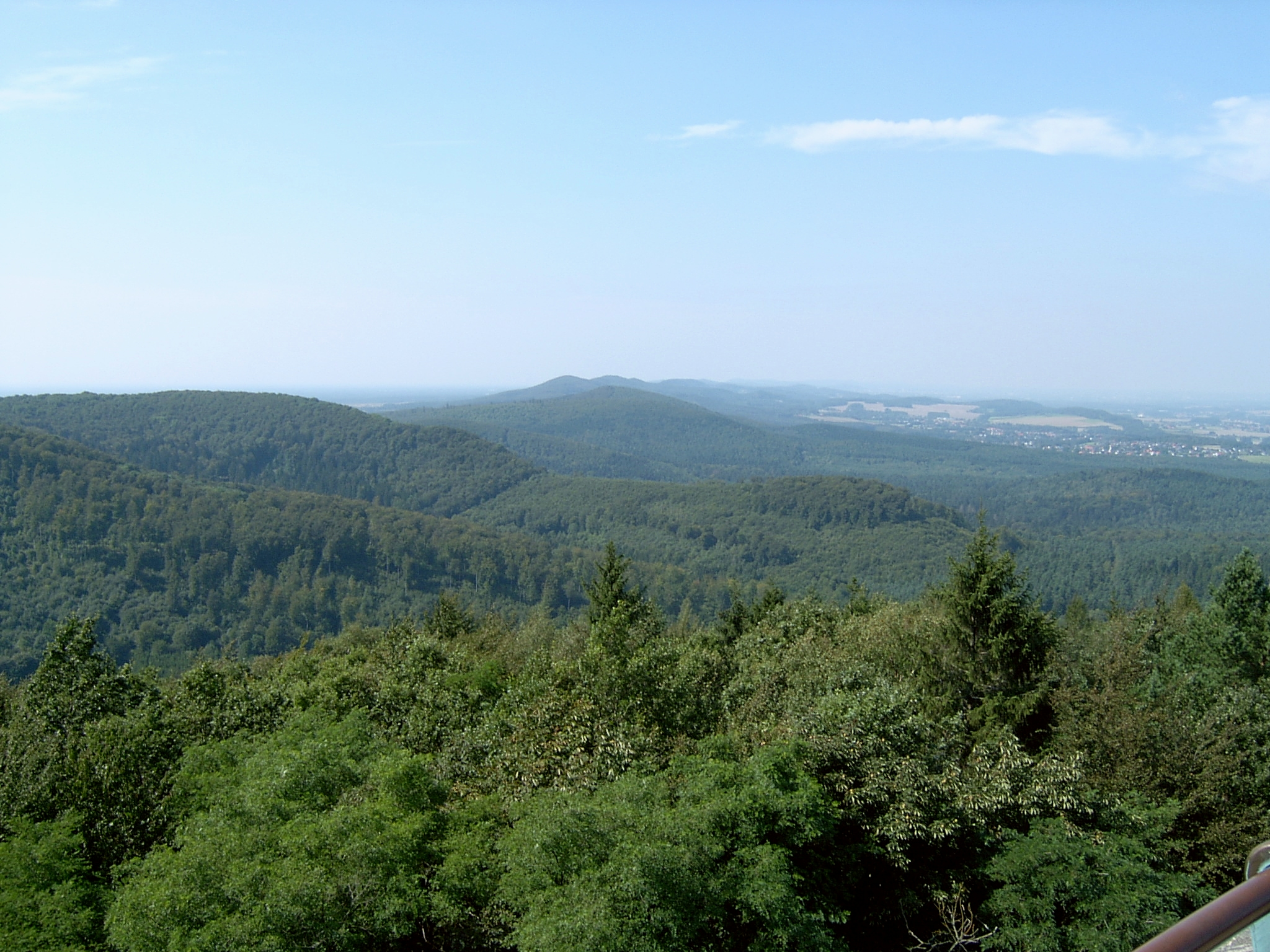
Vue sur la forêt de Teutberg.

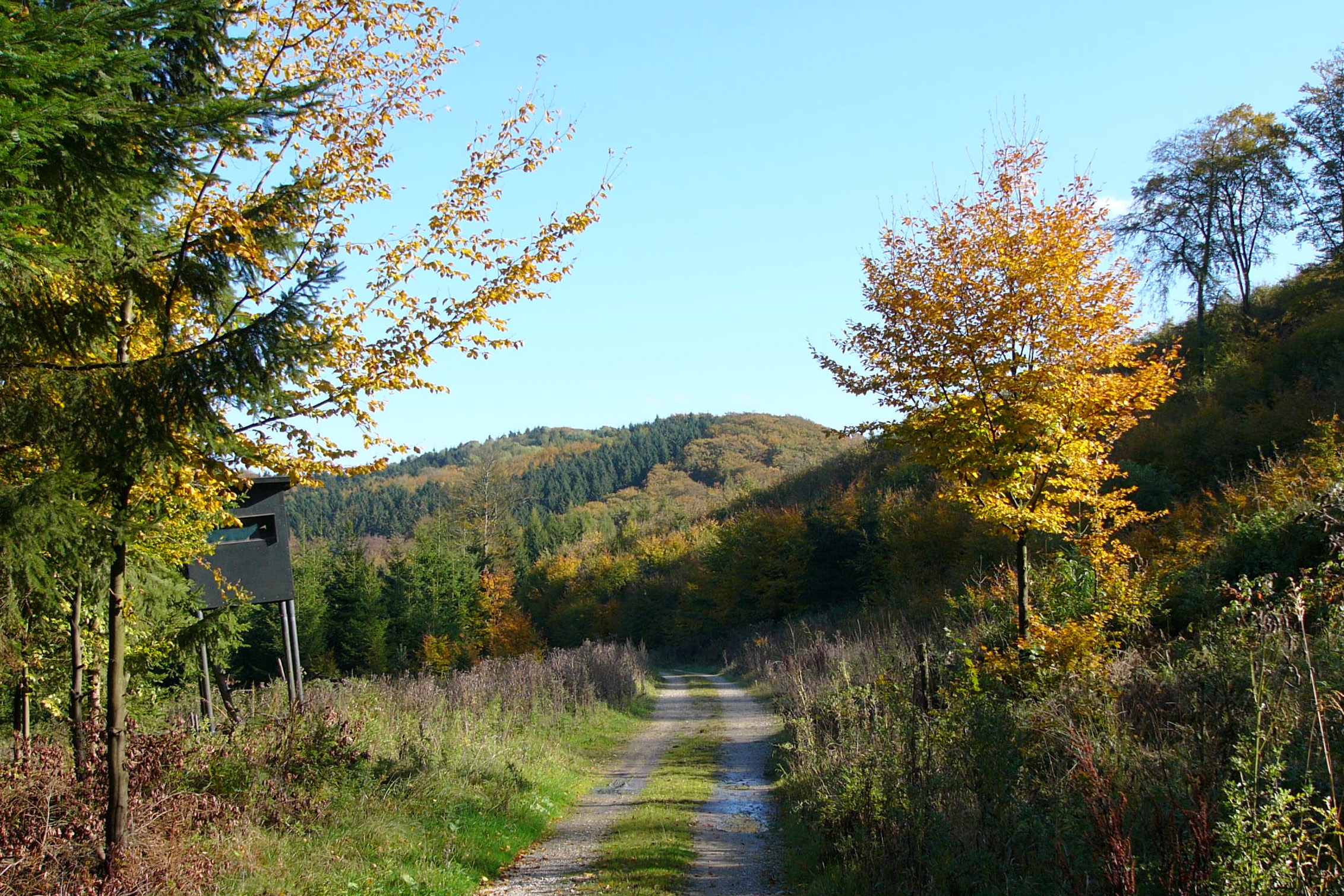
Automne dans la forêt de Teutberg.

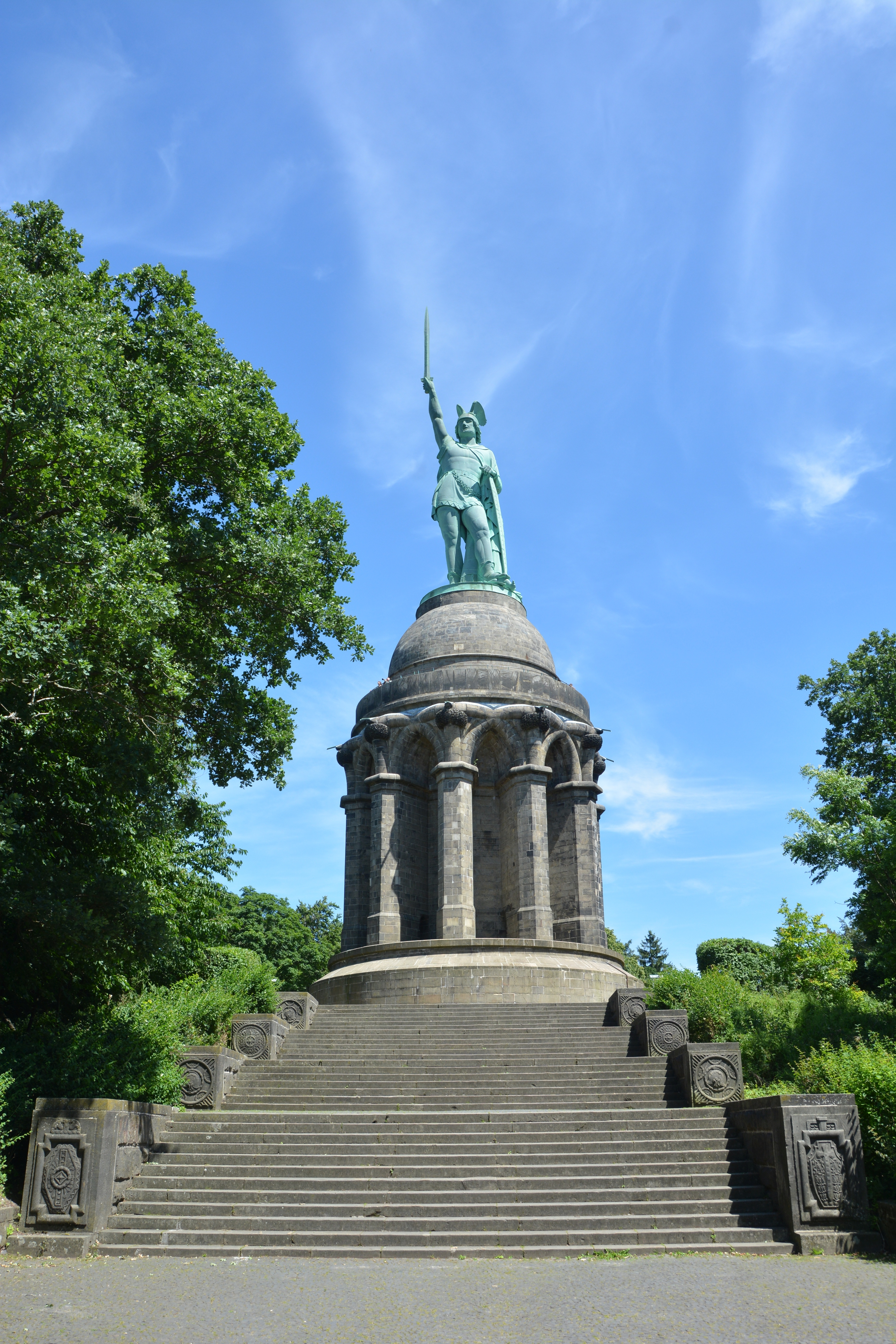
Monument commémoratif de la bataille de Teutberg.

La forêt de Teutberg, aussi appelée mur Teutonique (en allemand : Teutoburger Wald) est une chaîne de montagnes d'Allemagne située en Basse-Saxe et en Rhénanie-du-Nord-Westphalie. Elle a pendant longtemps été considérée comme le site probable de la bataille de Teutobourg qui, en l'an 9 apr. J.-C., vit les guerriers germains menés par Arminius écraser trois légions romaines. Jusqu'à la fin du XIXe siècle, la montagne et la forêt étaient connues sous le nom d'Osning.

## Toponymie
Dans le but de créer un « paysage national », les monts Osning furent renommés la « forêt des monts teutons », l'ancien nom d'Osning ne survivant plus que dans l'usage des populations locales.

## Géographie
La forêt de Teutberg est le prolongement septentrional des hautes terres centrales européennes, s'étendant à l'est vers la Weser, au sud depuis la ville d'Osnabrück et au sud-est vers Paderborn. Elle est coupée par une large vallée, où se trouve la ville de Bielefeld, séparant la forêt nord de Teutberg de la forêt sud de Teutberg. Sauf pour une petite partie dans le sud d'Osnabrück, qui appartient au land de Basse-Saxe, la quasi-totalité est située dans le land de Rhénanie-du-Nord-Westphalie.
Le point le plus haut est le Barnacken (de) (446 m). Dans la partie nord de la forêt, le point le plus haut est le Dörenberg (331 m, au nord de Bad Iburg).
Le fleuve Ems prend sa source dans la partie la plus méridionale de la forêt de Teutberg.

## Histoire
Arminius (appelé en allemand Hermann der Cherusker c’est-à-dire « Hermann le Chérusque »), chef des tribus germaniques durant la bataille, devint des siècles plus tard une légende après sa victoire contre les troupes romaines. Durant la renaissance nationale allemande lors des guerres napoléoniennes, il fut considéré comme le premier héros de la résistance allemande à l'envahisseur étranger et un symbole de l'unité nationale. Une statue monumentale d'Arminius connue sous le nom de Hermannsdenkmal (le mémorial Hermann) fut érigée sur la hauteur de Grotenburg près de Detmold, à proximité du site supposé de la bataille antique. Le monument, œuvre du sculpteur Ernst von Bandel, fut inauguré en 1875 par Guillaume Ier, nouvel empereur de l'Allemagne réunifiée. Il eut lui-même une statue monumentale dans le nord d'Osning, appelée Porta Westfalica, et construite sur la colline de Wittekindsberge dans la chaîne des Wiehengebirge.
Le compositeur Johannes Brahms aimait se promener dans cette forêt durant ses séjours à Detmold.